# Ugao-Miraballes
Ugao-Miraballes (baskisch auch nur Ugao; spanisch Miravalles) ist eine Gemeinde (municipio) in der Provinz Bizkaia im spanischen Baskenland mit 4.175 Einwohnern (Stand: 2024). 

## Geografie
Ugao-Miraballes liegt etwa acht Kilometer südsüdöstlich von Bilbao in einer Höhe von durchschnittlich ca. 70 m. Durch die Gemeinde führt die Autopista AP-68.
| 1900 | 1970 | 1981 | 1991 | 2001 | 2011 | 2021 |
| ---- | ---- | ---- | ---- | ---- | ---- | ---- |
| 766  | 3419 | 4270 | 4107 | 4120 | 4059 | 4114 |

## Sehenswürdigkeiten
- Bartholomäuskirche (Iglesia de San Bartolomé)
- Marienkapelle (Ermita-humilladero de los Santos Antonios)

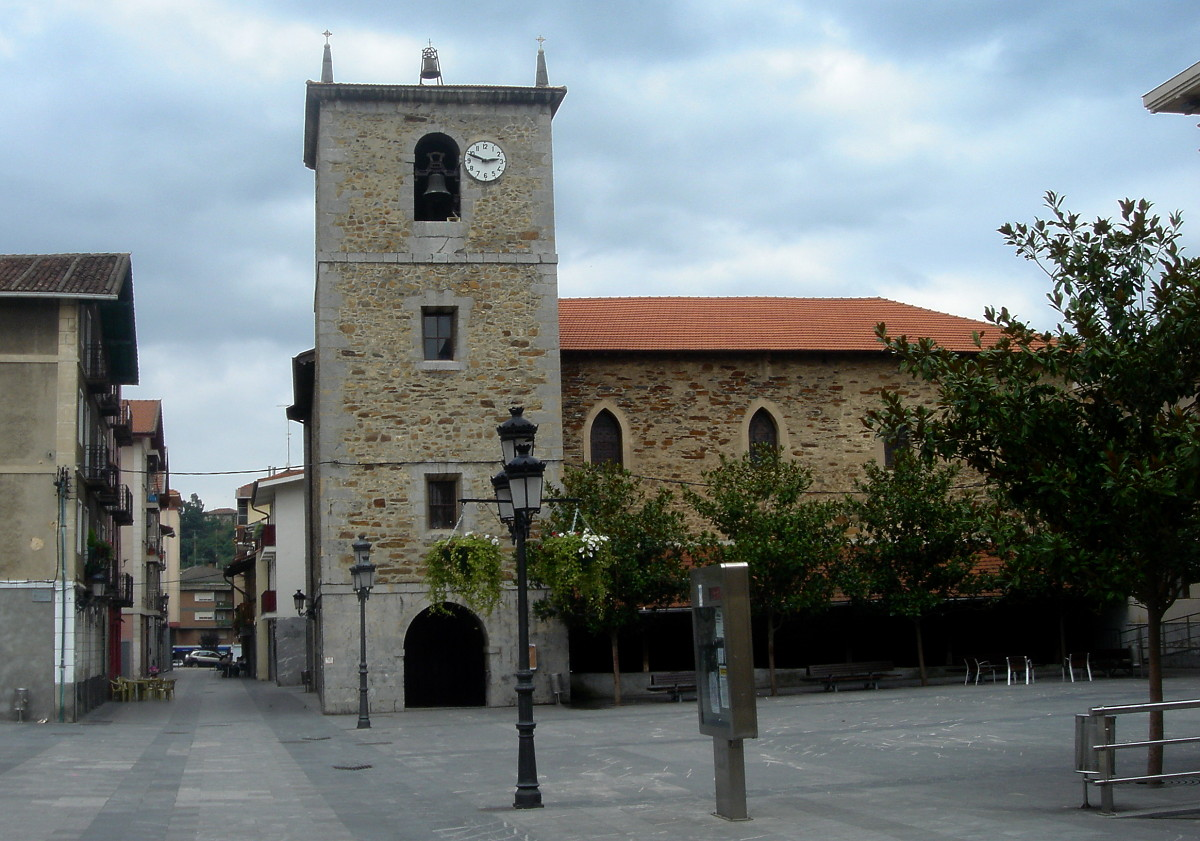
Marienkirche
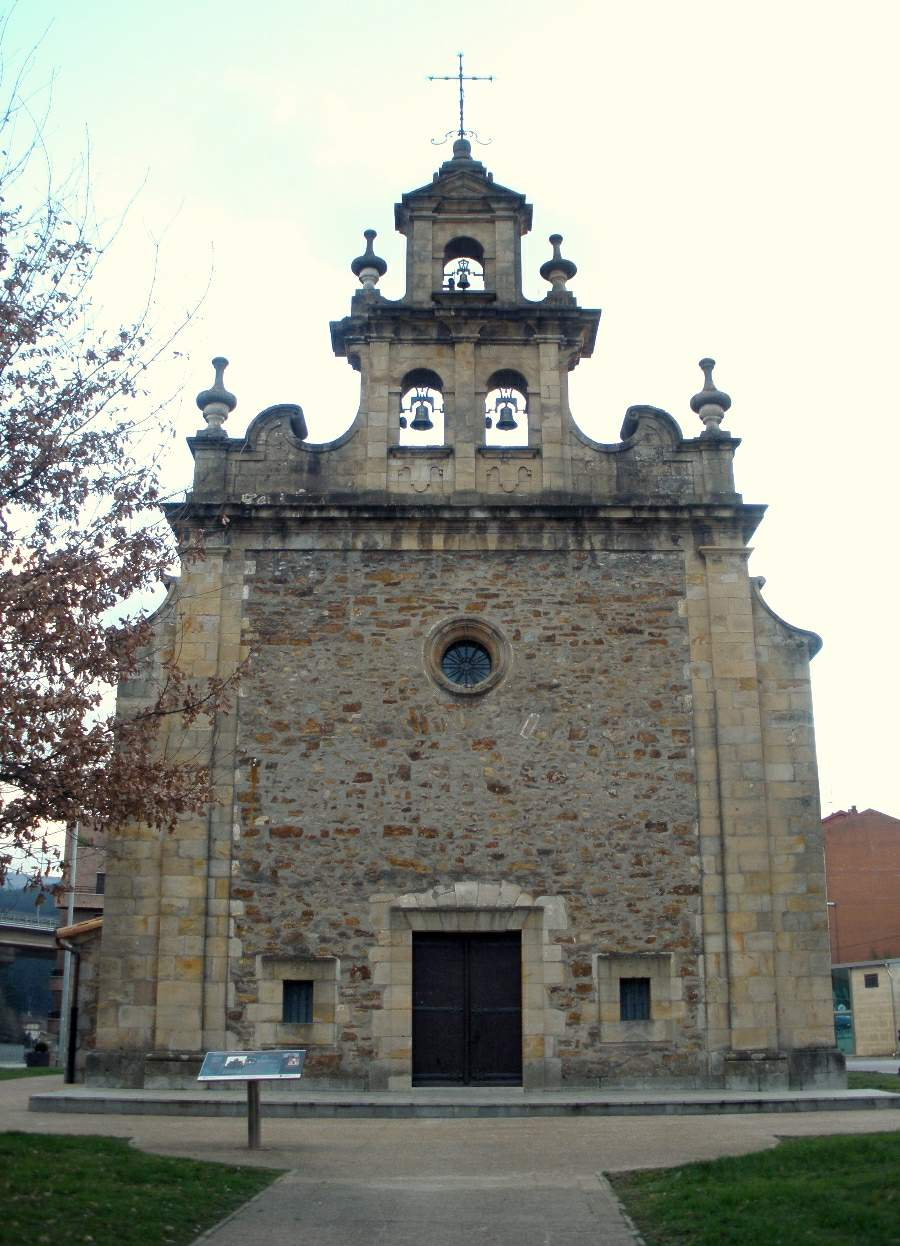
Marienkapelle

## Söhne und Töchter der Stadt
- Luis María de Larrea y Legarreta (1918–2009), Bischof von León (1971–1979) und Bilbao (1979–1995)
- Jose Maria Maguregi (1934–2013), Fußballspieler und -trainer
- Josu Abrisketa (* 1948), Geschäftsmann, ETA-Aktivist